# Fiona Hodgson
Fiona Ferelith Hodgson, baronne Hodgson d'Abinger, (née Allom le 7 novembre 1954) est une femme politique conservatrice et une pair à vie. 

## Biographie
Elle fait ses études au niveau supérieur à la Queen Anne's School (Caversham, Berkshire) et au Guildford High School (Surrey). 
Elle est nommée commandeur de l'ordre de l'Empire britannique (CBE) dans le cadre des honneurs du Nouvel An 2012, en raison de son expertise dans l'examen de la qualité et l'audit dans la fourniture de services de santé privés. Elle entre à la Chambre des lords comme pair à vie en septembre 2013. Elle prend le titre de baronne Hodgson d'Abinger, d'Abinger dans le comté de Surrey.  
Elle est vice-présidente honoraire de l'Organisation des femmes conservatrices et présidente du conseil de gouvernance du Service d'arbitrage des plaintes du secteur indépendant [de la santé], qui fait partie de l'Association of Independent Healthcare Organizations. 
En 1982, elle épouse Robin Hodgson, qui est créé pair à vie en 2000. 